# 小行星144897
小行星144897（2004 UX10）是一顆柯伊伯帶天體，直徑約為360公里（220英里），由安德魯·貝克爾（Andrew Becker）、安德魯·帕克特（Andrew Puckett）和傑里米·庫比卡（Jeremy Kubica）於2004年10月20日在美國新墨西哥州阿帕契點天文台發現。
2004 UX10被歸類為傳統古柏帶天體，公轉軌道與海王星接近2:3共振。
天文學家邁克爾·E·布朗根據其絕對星等(H) 和假設反照率計算出的假設大小，估計它可能是一顆矮行星。

## 外部連結
- NASA JPL小天體瀏覽器上的小行星144897